# Абу-л-Касим ал-Фарабі
Абу-л-Касим ал-Фарабі (араб. أبو القاسم محمود بن أحمد عماد الدين الفارابي) — середньоазійський арабомовний вчений-мислитель. Народився в Отрарі, де і здобув початкову освіту. Пізніше своє навчання продовжував у містах Ясси, Шаш, Самарканд і Бухара. Він мав глибокі знання в таких науках, як філософія, логіка, етика, історія, географія, астрономія. Залишив помітний слід в цих галузях через свої погляди, глибокі висновки і узагальнення. До нашого часу збереглися його твори: «Чиста правда», «Слова святих про якість пророків», «Зразки проповідей».
Рукописні зразки його творів зберігаються в бібліотеках Індії, Нідерландів, Туреччини, Єгипту, Ватикану, Росії та Узбекистану (в інститутах сходознавства в Ташкенті і Санкт-Петербурзі). Психологічно-духовний твір «Чиста правда», що написаний в повчальної формі, повний крилатих фраз. По глибині змісту його можна поставити в один ряд з «Хікмет» («Мудрі вислови») Ходжа Ахмета Яссаві і «Кутадгу билик» Юсуфа Баласагуні.
«Чиста правда» — це праця, в якій звучить заклик до духовної чистоти, добра, справедливості і людяності. Значимість даної праці полягає в тому, що в ній роз'яснюються чотири основних правила ісламського вчення: «простота держави, прощення всемогутнього Аллаха, розум під час гніву, допомога нужденним без жалю».